# Сибсагар (округ)

Округа Ассама (23 — Сибсагар)

Сибсагар или Шивасагар (англ. Sibsagar) — округ в индийском штате Ассам. Административный центр — город Сибсагар. Площадь округа — 2668 км². По данным всеиндийской переписи 2001 года население округа составляло 1 051 736 человек. Уровень грамотности взрослого населения составлял 74,5 %, что выше среднеиндийского уровня (59,5 %). Доля городского населения составляла 9,2 %.
Граничит со штатом Аруначал-Прадеш.